# Karolina Kolmanič
Karolina Kolmanič (r. Ilari) slovenska pisateljica, * 29. september 1930, Lomanoše pri Gornji Radgoni, † 10. december 2020.

## Življenjepis
Kolmaničeva je obiskovala učiteljišče v Mariboru in nato leta 1964 diplomirala iz nemščine in slovenščine na Pedagoški akademiji v Ljubljani. Po končanem študiju je kot predmetna učiteljica poučevala na osnovni šoli v Murski Soboti. Smisel za pripovedovanje je podedovala po materi, za pisanje jo je navdušil profesor Jože Košar.

## Literarno delo
Kolmaničeva je pisala črtice novele in romane iz šolskega življenja in življenja ekonomskih emigrantov. 
"Ker njene zgodbe niso miselni konstrukti, bralec odkrije v njih resnične like in resnično problematiko, so dela našla svoje bralce. Dejanje je bogato, zapleteno, težišče ni na suhoparnem poučevanju ali samo na razmišljanju, temveč na vedno zelo berljivem in logičnem komentarju, ki ga bralec pričakuje, in na opisih, kar daje delom tehtnost, predvsem pa prepričljivost." (Emil Cesar, v Sence na belih listih, 1997: 272)
Prva krajša prozna dela je objavljala v raznih revijah. Leta 1968 je izdala prvo povest Sonce ne išče samotne poti. Njej je sledilo delo Srečno, srebrna ptica (1972).  Velik uspeh je dosegla z romanom o zdomcih Marta, hčerka vetra (1975). Tudi v romanih Sence na belih listih (1980) in Tvoja skaljena podoba (1986) opisuje stiske v vsakdanjem življenju. Napisala je tudi mladinsko povest Sanje o zlatih gumbih (1983). Do sedaj je izdala naslednje dela:
- Sonce ne išče samotne poti, kratka proza (1968 )
- Srečno srebrna ptica, povest (1972)
- Marta, hčerka vetra, roman (1975)
- Sence na belih listih, roman (1980, ponatis 1997)
- Sanje o zlatih gumbih, mladinska povest (1983)
- Tvoja sklenjena podoba, roman (1986)
- Sadovi ranjenih cvetov, roman 1988
- Srebrno kolo, kratka proza (1990)
- Klanec viničarske Ane, kratka proza (1992)
- Sonce ne išče samotne poti, kratka proza (1992)
- Vračam vam soproga, roman (1993)
- Pozno poletje, roman (1994)
- Razcvet sončnice, kratka proza (1997)
- Lotosov cvet,  roman (1999)
- Ni sonca brez senc, življenjepis (2000)
- Povejmo in se nasmejmo, zbirka dramskih besedil (2003)
- Zarja upanja, roman (2003)
- Njena razpoutja = Njena razpotja, kratka proza (2004)
- Alba, roman (2005)
- Čakam te, Dolores, roman (2005)
- Pesemi odljubljenih, roman (2007)
- Nila, roman (2010)
- Svetloba v srcu, kratka proza (2011)
- Šolski zvonec ne izzvoni, roman (2014)